# البئر (فلم 2016)
البئر  (بالفرنسية: Le puits) هو فيلم دراما جزائري اصدر سنة 2016، إخراج لطفي بوشوشي. اختير ليمثل الجزائر كأفضل فيلم بلغة أجنبية في حفل توزيع جوائز الأوسكار التاسع والثمانون.

## القصة
في نهاية خمسينيات القرن الماضي أثناء فترة الاحتلال الفرنسي وبإحدى القرى الجزائرية والتي يقوم الجيش الفرنسي بمحاصرة سكانها من النساء والأطفال ومنعهم من الاقتراب من البئر الوحيد الذي يتزودون منه بالماء باطلاقن النار على كل من يتوجه للمكان.

## تمثيل
- نادية قاسي في دور "فريحة"
- لوران مورال في دور "الملازم إنسيناس"
- زهير بوزرار
- ليلى متسيتان في دور "خديجة"
- عاشور اورايس في دور "شيخ بن عودا"
- محمد ادار في دور "سي مولاي"

## اقرأ أيضا
- قائمة المقالات الجزائرية للجائزة الأكاديمية لأفضل فيلم باللغة الأجنبية